# 莫逆家族
『莫逆家族』（バクギャクファミーリア）は、田中宏による日本の漫画作品。『週刊ヤングマガジン』（講談社）にて、1999年から2004年まで連載された。田中作品では珍しく関東が舞台となっているが、これは「ぶっちゃけ映像化してもらうため」であった。2012年4月時点で累計発行部数は400万部を記録している。2012年9月に実写映画化された。
後に田中の代表作である『BADBOYS』シリーズと同一世界という設定になった。

## あらすじ
かつて暴走族「神叉」の頭として関東のトップに君臨していた不良少年・火野鉄。時が経ち30代になった鉄は、故郷・東京都花神町にて建設作業員として生活を送っていたが、感情を抑え込んで働き続ける日々にフラストレーションが溜まり、家庭も仕事も上手くいかなくなりつつあった。そんな折、暴走族時代の仲間・横田あつしと再会、あつしの長女が不良少年にレイプされ入院していると知らされ、ふたりはかつての仲間たちと共に復讐を決意。これをきっかけに神叉の元関係者が集まった「家族」が結成され、鉄たちは自分たちの法に則って感情の赴くまま生きていくようになる。やがて「家族」はアウトローとして恐れられながらも、莫逆の友との絆の中で充実した生活を送るようになってゆく。
かつて神叉では、鉄の幼馴染みで当時の神叉の頭だった夏目裕二が、総会長・渡辺満（ナベさん）から鉄をかばって非業の死を遂げた事件があった。ナベさんは心に深い傷を負い殺人罪で収監され、事件から逃げ出した副総長・五十嵐けんは不良少年全てから見下されるようになり失脚、誰にとっても忘れることのできない悲劇として当事者たちの心に食い込み続けていた。メンバーが増えて「家族」が大きくなった頃、あつしが妻ナオミを強姦した粒谷を殺害し、その現場を五十嵐に目撃される事件が発生する。事件は社会的には五十嵐の舎弟・緒方が犯人となり、緒方が警察の目の前で自ら命を絶ったことで全て終息したが、唯一の友を失った五十嵐は新しく自分の「家族」を作り、やがて近隣の不良少年グループや出所したナベさんを巻き込んで鉄の「家族」と殺し合いを繰り広げることとなる。

## 登場人物

### 「家族」
- 関東の架空の地域「花神町」のアウトロー達がコミュニティを形成している。
- 「家族」は元「神叉」メンバーが主だが、「醜楽會」の元メンバーやホームレスなども多い。その人数は10・20ではきかないとのこと。
- 人脈も浩介がたらしこんだ資産家の女性達だけではなく、邦男の薊崎でのコネ、元暴走族のメンバーなど幅広い。
- 一般的な法律ではなく、「家族内のみで適用される法律」の元に動く。最悪の場合は殺人を厭わないほど。
- 年に一度「家族」内で盛大にクリスマスパーティーを開いたり、夏目の命日に市営アパートでドンチャン騒ぎを起こしたりする。
- 数少ない禁忌として「金の貸し借り」がある。これは「（金は）ぶ厚い友情でも一瞬にして砕いてしまう魔物」とのことから。ドーちゃんが作った「桔梗会」がかつて金銭がらみの内部抗争を起こしており、その影響も少なからずあるらしいことが示唆されている。

#### 元暴走族
火野鉄
主人公。物語開始時31歳。通称鉄ちゃん。「家族」の仕切り役。かつて暴走族「神叉」の総会長に君臨したが、後の妻であるキリの妊娠を切っ掛けに引退。建設作業員（ALC担当）として家庭を養うが、そのために感情を押し殺して過ごしていた。しかしあつし・浩介・邦男との再会・真琴の暴行事件の報復をきっかけに、世間のカタチにとらわれない、自分達の法律で生きる「家族」を結成する。それ以来、花神町で名の知られた存在と化す。少年時代から非常に喧嘩っ早く、何度も少年鑑別所送りになっていた問題児であり、両親が居ないこともあってドンばーの市営アパートで何度も出入りを繰り返していた。一時は薊崎の施設にも居たこともある。後に「神叉」幹部となるあつし・浩介・邦男とは共同生活を強いられてからは、（特に浩介とは女絡みで）喧嘩ばかりで仲は劣悪だった。彼自身身を挺してまで「家族」を守ろうとする信念は、幼少の頃からの恩人であった夏目の影響が強い。普段は陽気で義理堅いが、非常に悪戯好きでそれが原因となってとんでもない騒動を巻き起こすも珍しくない。十数年間感情を押し殺してきたこともあり、一度キレると爆発的に暴れまわる。性欲旺盛で女と見れば「ふぅ〜ふぅ〜マン」に豹変して、手当たり次第に手を出すほど。度々キリに制裁されるが、一切反省無し。また、拘束生活を強いられると、後になって暴力・性欲の双方が更に暴走が加速する。じっとしているのも15分が限界らしい。そんな中で、何ともいえない別質の苛立ちを常に募らせていく。物語中、彼が度々見る遊園地の夢は、彼自身のある過去につながっている。
横田あつし
電気店を営み、普段は温厚な二男二女を持つマイホームパパ。鉄、あつし、浩介、邦男の4人のなかでは喧嘩っ早くはなく、喧嘩に参加するのは一番あとだが、一度キレると妻のナオミ以外では止められないほど凶暴で、場合によっては殺意まで剥き出しにするほどの激情家。娘の真琴が森にレイプされたことを切っ掛けに「死んだまま生きる」ことをやめる決意をし、鉄達と共に「家族」を結成する。元「神叉」幹部だったが鉄同様ナオミの妊娠を切っ掛けに、暴走族の世界から足を洗う。鉄・浩介・邦夫とは中学からの友人だが、共同生活の頃は特に女遊びが好きな鉄・浩介が特に嫌いで、「神叉」のメンバーと共にフクロにしたこともあった。悩みを抱え込む性格で、事故とはいえ渡辺武を死なせてしまったことや粒谷を殺害したことを、仲間に打ち明けられず五十嵐に利用されていたこともあった。
川崎浩介
様々な女性（熟女に至るまで）相手にするホスト。あつし・邦男同様「神叉」元幹部で、解散後は鉄達の前から姿をくらましていたが、その職業を生かしてさまざまな人脈を広げてきた。かなりの数の資産家もたらしこんでおり、「家族」形成の立役者と言える。共同生活時代は女絡みで鉄との喧嘩が絶えなかったが、最初に鉄に胸の内を吐露し、打ち解けたのも彼である。周平の憧れの対象。菜々子の襲撃で入院した件では、鉄に犯された看護婦達を口止めさせるための調教でしわ寄せを食らい、「家族」のイベントに遅れてしまうなど損な役回りをさせられてしまうことも。実は既に他界した本命の彼女がおり、独身貴族であり続けるのはそのため。遊び人を続けているのもその彼女との約束であり、女性を侍らせていても、実は彼女の写真を常に所持している。「他の女に見向きされなくなったら自分から会いに行く」とのこと。
後藤邦男
イタリア料理店を初めとして、多数の飲食店を経営する実業家。寡黙かつ冷静な性格で、感情もほとんど表に出さない。「神叉」解散後は飲食業の修行をしており、浩介のコネもあって多角経営を行うようになった。だが多角経営はあくまで結果に過ぎず、料理人としての目標は「父親のカツ丼」を超えることである。「家族」の主要メンバー中、数少ない薊崎の出身で、父の死により潰れてしまった朝顔食堂の息子。元々薊崎では名の馳せていた不良で、「神叉」には同じ薊崎出身の五十嵐に見出されて暴走族入りした。しかし、酒浸りで病を抱えていた父を見殺しにしてたことにより、邦男の父を実の父のように慕っていた鉄との仲は険悪だった。（このことは悪夢になるほど内心では悔やんでいた）また、五十嵐一派ではあったが夏目の方を慕っており、夏目の死を切っ掛けに五十嵐・薊崎一派を裏切り、花神派に付いた。薊崎でも慕う人間は未だに多く、独自の人望を持っている。色事とは無縁そうに見えて、実はリモコンバイブのプレイを好む。
前田梅
かつて「神叉」と敵対してた暴走族「醜楽會」の頭。咲原町出身。元々曲がったことを嫌う性格なためか、現在は刑事。鉄が原因で独身。刑事と言う立場を利用して「家族」を裏から支えている。また、暴力団から裏で色々貰っているらしく、鉄達からは極道刑事呼ばわりされている。鉄とは二人で酒を呑むこともあるのだが、大抵大喧嘩に発展する。女性関係は全く縁がなく、惚れる女全て片っ端から鉄に取られていたため、性癖が屈折してしまい、異常な独占欲からラブドールに「サオリ」と名づけて人間同様に溺愛するようになってしまった。（「家族」内でもドン引きされていたほど。）
甲斐一郎
元「神叉」花神支部頭だったが、鉄との喧嘩を繰り返すうちに腐れ縁のようになり、支部頭の座を鉄に譲った。「神叉」解散後は鳶職で生計を立てている。鉄骨担当。「家族」内でも極めて直情的な性格で、かつて結婚して娘・スミレをもうけたものの、妻に「狂犬・獣」とまで言われた凶暴さが原因で敵を作りすぎ、家族と別居状態にある。娘スミレを溺愛しており、定期的に会う約束はしている。会う度にスミレにプレゼントを渡しているのだが、どうも感性がズレてて魔法少女なりきりセットに女の子向け人形、果てはおジャ魔女どれみのようなイラストがプリントされた上着を渡してはつっ返されている。強く拒絶されたり、彼氏の存在を知ったりすると老人のようにしょぼくれるほど。姫岡とは職種が同じためか一緒に風俗店を利用することも。「家族」同士の最終抗争の際、森がスミレに歯牙にかけようとしていることを知り、剥き出しの殺意をもって向かう。
姫岡純
「醜楽會」元十代目総会長で、現在は甲斐と同じ鳶職。足場担当。鉄達とは4つ歳上の世代だが、「家族」内では鉄をトップとして認めており、元々舎弟の土門を除けば誰とでも対等に接している。通称姫ちゃん。かつて家庭を持っていたが離婚しており、甲斐のように娘も居るが、会うことも許されておらず、遠くから見守ることしか出来ないが深く愛している。夏目と友人とも言える関係だったため、かつて夏目が渡辺満に殺されたと知ったときは彼もまた涙していた。職種が同じなだけではなく、家庭を手放してしまったという境遇のためか甲斐と一緒に風俗通いするくらい仲がいい。
土門大作
「醜楽會」元幹部で姫岡の舎弟。現在は鉄筋工で建設現場も姫岡・甲斐と同一になることが多い。腕っ節は「家族」内でもかなり強いのだが、姫岡にだけは元々の上下関係で頭が上がらない（やる気満々だった腕相撲大会でも無理矢理負けさせられた）。かなりの肥満体型で、食欲旺盛。無料券で食べていたときは、その飲食店の店長に「店が潰れてしまう」とまで泣かれたほど。ピザが入っていると思ってピザ配達バイクに土門爆弾と称して突撃したこともある。普段は頭にタオルを巻いているが、髪型は筆のようになって逆立っており、大変ユニーク。その髪型から花神の子供達から「ふでのおじさん」として親しまれている。昔はモヒカンだった。性癖は羞恥プレイを好む。

#### 子供世代
火野周平
火野鉄の息子で、もう一人の主人公。物語の語り部的な役割も持ち、劇中は主に彼の回想で語られる。鉄が燻っていた頃は家庭内暴力を振るったり、果てはドラッグに手を染めようとするほど聞かん坊だったが、鉄の荒ぶる感情が復活してからは「家族」に振り回されつつ、それを受け入れていくようになる。喧嘩っ早さと腕っ節は父親譲りで、作中中盤には地元の多数のチーマーからも注目されていたほど。当初は浩介の性指導が原因で、エロ絡みになるとインポ+ゲロ吐き病に悩まされるが後に克服。性欲の旺盛さは完全に鉄から遺伝している。（流石に鉄と違って道徳は心得ているが）「家族」の大人達のとの関わりや、「家族」に関わるさまざまな事件に巻き込まれたこと、れんとの出会いを経て徐々に男として成長していく。初めての親友であるれんが本気で青木新の殺害を決意していることを知り、打倒タッグを組むが、「家族」同士の最終抗争の引き金となる。
横田真琴
あつしの娘で、周平の彼女。美貌は母譲りで、普段は明るい笑顔を絶やさない性格。だが、その裏には「家族」形成の切っ掛けとなったレイプ事件が影を落としている。周平とは何度かSEXを行おうとするも、ゲロ吐き病の件や、五十嵐の乱入などでどうにも間が悪いときが多い。周平がれんとつるむようになってからは、付き合う時間が少なくなって嫉妬する一面もある。
甲斐スミレ
甲斐の愛娘。父親とは度々接触しているのだが、そのたびに拒絶している。これは決して父親が嫌いと言うわけではなく、実は「自分の嫌な部分を見せられているようで辛い」とのこと。言うだけあって見事に甲斐の血を受け継いだ攻撃的な性格。黙っていれば美少女なのだが少し頭に血が上ると途端に口汚くなり、激昂すると顔が甲斐そのものになる。喧嘩の強さと危機回避能力だけは子供の頃からズバ抜けていたとのこと。彼氏に騙された一件から父と一応の和解をしており、家族を見守る立場になるが…。フレンチ・ブルドッグのガブという犬を飼っているが、これまた甲斐そっくりな凶暴犬である。
若林れん
周平と同年代の少年。顔は渡辺満（どちらかと言えば武に）そっくり。かつての養父であり、自らを虐待し母・美也を泣かせていた青木新を殺害することを目的としている。そのために他人には心を閉ざし、学校にも通わずトレーニングとチーマー相手に喧嘩を繰り返していた。本来は気の良い明るい性格。苧環町の施設在住だが、普段はトレーニングのために出払っている。周平とは渡辺そっくりな顔付きから、何度も馴れ馴れしく接して来たことが気に障り喧嘩に発展。更に周平共々幾つものチーマーに狙われることになり、共同戦線で喧嘩をして回る内に何時しか悪友と呼べる関係となっていった。更に鉄とも巡り合い、周平の親友であったことから「家族」として迎え入れられる。なお、その容姿は「家族」の誰もが驚いており、特にあつしは武との因縁から特に動揺していた。実は渡辺満の紛れもない実子で美也の息子。バイクの免許は持っていない。
火野希咲
鉄・キリの長女で周平の妹。物語開始時ははいはいしか出来ない赤ん坊だった。成長していくにつれ、父親に意見したりする。鉄とキリの壮絶なSEX（周平に地震と勘違いされたほど）を目の当たりにして狸寝入りするなど、歳に見合わず空気が読める。
横田あつみ
あつし・ナオミの次女。ませた性格で、姉のように髪を染めたがったりなどしている。父兄参観のときはあつしが汚れた仕事着のまま来てしまうため、忌まわしく思っている。更に「家族」結成後は主要メンバーがドンチャン騒ぎしながら参観したり、運動会でも総出で応援しに来るため迷惑がっている。スミレとは同じアイドルのファンで、歳は離れているものの友情関係を結んでいる。
横田あつひろ
あつし・ナオミの長男。あつみの二歳違いの弟。ほとんど笑わず、黙々としている性格のためあつしは心の病を抱いているのではないかと心配していた。実はサッカー好きでFC花神のファン。
横田あつや
あつし・ナオミの次男。希咲とは歳が近く、姉達が学校へ行っている間はナオミに面倒を見てもらったりキリが連れて来る希咲と遊んだりしている模様。

#### その他
ドンばー
鉄・夏目・あつし・浩介・邦男の育ての親ともいえる人物で、「家族」の頂点に立つゴッドババア。作中の人物中数少ないデフォルメしたような体型だが、50代半ばの頃の温泉旅行までは他のキャラと同じ頭身で描かれている。ちなみに美人だった。時々その頭身に戻る。「アウトロー養成工場」とまで言われた市営アパートの管理人。育てていた子供達を実子のように想っており、浩介の母に返還を求められた際には「母として覚悟を見せろ」と自らの髪を切り落としたことまである。「子供達」に厳しくも深い愛情を持って接するのは、彼女が子供を宿すことが出来なかったという過去に起因している。実はドーちゃんとは夫婦であり、子を宿せず捨てられてからも付き合いがあった。五十嵐の「家族」との抗争では、一人で殴りこみをかけようとしたことがあり、男集が総出で止めに回った。その理由が五十嵐達に殺されることよりも刑務所送りになることを恐れていた辺り、ある意味最強キャラ。周平からも妖怪扱いされている。
『女神の鬼』にも謎の老人・松尾永一と旧知の関係者として登場し、後に「鎖国島」送りとなる少年・樋口を一時的に引き取っていた。
火野キリ(旧姓：藤本)
鉄の妻であり、周平・希咲の母でもある。専業主婦。気丈な性格で「家族」では鉄に次ぐ纏め役でもある。17歳で周平を身篭って鉄と結婚する。物語開始当初は酒浸りで周平に暴力を振るわれるほどだったが、鉄の復活により酒をすっぱり止め、本来の気丈な性格に戻り火野家の仕切り役となる。暴力・性欲双方で暴走する鉄のストッパーでもあり、時には制裁したり、包丁を持って追い掛け回す。ただ、鉄とのSEXで満足したら後は「家族」の主要メンバーにお任せしてしまう気まぐれな一面もある。オバサン呼ばわりされるとキレる。
横田ナオミ(旧姓：鈴木)
あつしの妻で真琴・あつみ・あつひろ・あつやの母。キリと同時期に真琴を身篭る。以後はあつしの電気店の業務を手伝いながら主婦を行っている。キレたあつしを唯一止められる人物で、場合によっては顔面が腫れ上がるまでボコボコに殴り倒すこともある。相当の美貌の持ち主で、それが原因でレイプされたことも。ちなみにあつしとのSEXはノリノリでコスチュームプレイに至ることまである。
アケミ
ランジェリーパブ「クロッカス」のホステスで、浩介の女の一人。周平のインポ矯正のために何かと協力したりも。本人曰く「小さい頃からひねくれていた」とのことで、非行を繰り返した挙句自殺まで考えていた。そんな時期に浩介と出会い、浩介への「死ぬまでアタシの一方的な片思い」が始まり、鉄達の「家族」に強い憧れを抱いていた。祖我に周平共々拉致された騒動が切っ掛けで、「家族」の一員になる。ちなみに性欲にガツガツしたタイプ（主に鉄）は好みではない。
ドーちゃん
「家族」内のホームレスのトップ。本名「堂本桜一」。ドンばー同様デフォルメされた体型だが、元々は普通の体型。実は暴力団「桔梗会」を立ち上げた人物で、本作のヤクザの世界では伝説の人物。現在でも「桔梗会」の幹部が態々彼に頭を下げに行くほど。また、鉄が弱音を吐ける数少ない人物でもある。実は、鉄の父 鉄新は「桔梗会」会長の頃の部下。超が付くほどの巨根。

### 五十嵐の「家族」
五十嵐けん
元「神叉」副総長で薊崎派のトップ。かつて夏目とは反目しあっており、渡辺を唆して夏目潰しを企むが、夏目の死という最悪の結果をもたらし「神叉」内部での立場を完全に失う以後、緒方や菜々子の協力で立ち直りつつ鉄たちへの復讐を画策。粒谷を利用して横田あつしを強請ったことで火野鉄たちに追い詰められるも緒方を犠牲にして逃走。その後火野鉄を殺すことを目的に、旧友の青木新や自分の居場所を求める渡辺満たちを巻き込み、出身地の薊崎で「家族」を結成する。
菜々子

青木新

緒形透
元「神叉」薊崎派。幼少の頃に無理心中から一人生き残った孤児。幼少の頃に孤立していたところに五十嵐と出会い、以後慕って舎弟となる。徐々に中学生の頃から環境が劣悪に変わりつつあった五十嵐を支え、青木の不在と夏目の死が原因で薊崎での求心力を失った五十嵐を庇うなど献身的。渡辺満からの脅迫概念に怯え続けた五十嵐に立ち直ってもらうべく金回りなどの工面をしていた。菜々子との出会いを経て立ち直っていくのに安堵するものの、渡辺の出所が原因で「殺される」という脅迫概念を抱いたため、渡辺に罪を擦り付けるべく花神での首切り殺人を行うが、失敗。更に「家族」を探りまわっていたことが逆手になってしまい、五十嵐共々追い込まれていく。そして最後には「家族」や警察の目の前で全て暴露し、自ら首を切り裂き、命まで五十嵐に捧げる最悪の結末となった。菜々子に対してはその正体や浩介との繋がりを知っており、警戒していた。

### 神叉関係者
渡辺満
かつての「神叉」総会長。通称ナベさん。薊崎出身。元々は一兵隊だったが、実力で頭を倒しトップを簒奪した。その圧倒的な実力とカリスマ、そして狂気染みた暴力性で「神叉」を関東屈指の暴走族に伸し上げた。また、親に虐待され続けていた冬木の心の支えになったなど、温和な面もある。しかし、自身が起こす暴走族同士の戦争が仲間を傷つけているだけだと何時しか気付き、和を大事にする夏目に後事を託して表舞台から去る。だが、寄り添って共に生きてきた実弟の武が死んでからは豹変。武の死が事故にも関わらず、殺害されたと思い込み狂気に取り付かれる。そこへ五十嵐から「夏目が花神で力を蓄えて革命を企んでいる」とそそのかされ、夏目へのリンチを指示するも、鉄の策によって鉄との殺し合いに移行するが、夏目を殺害してしまう。弟のように想っていた夏目を図らずも自らの手で殺してしまったという罪の意識から、逮捕・出所後の彼は腑抜けた人物と化していた。だが、これらの武勇伝やカリスマ性から「家族」内でも密かに恐れられ、どこか違和感のあった状態であり、それが同時に周平の憧れの対象として見られていた。緒方の自害後、一時は「家族」に身を寄せるが、酒が入った際にはかつての狂気染みた性格が表に出てしまい、自らが夏目に伝え、鉄が作り上げた「家族」を自分が壊してしまうことを危惧して自ら離れていった。だが、かつての恋人・美也と再会し、「五十嵐の家族」に身を寄せるようになる。そこでもかつての性格が出たものの鬼と化した五十嵐に敵わず、「五十嵐の家族」における上下関係の確立と、お飾りとしての存在として扱われるようになる。「家族」同士の最終抗争と同時期、美也から自身の子れんの存在を打ち明けられ、自分自身に向き合い、五十嵐・青木に殺意を抱いて立ち向かう。
若林美也
若林れんの実母。かつての渡辺満の恋人。渡辺が逮捕後、れんを産み、挫折の繰り返しで絶望の淵に居た青木新を支えながら暮らしていた。一時は青木と籍を入れていたが離婚。「家族」から離れた渡辺と再会し、腑抜けた彼を這い上がらせることを誓う。「五十嵐の家族」に迎えられるが、実際は青木から「れんを殺す」と脅しかけられており、渡辺を「五十嵐の家族」に引き込んだのもこのため。
粒谷
元「神叉」メンバー。17歳の頃に親から捨てられて、保田という男性に面倒を見てもらっていたが、彼の工場を勝手に辞めてサラリーマンになった模様。主任にまで昇進したらしいが、「家族」を抜ける際に恩人である保田のことを「うんざり」「これ以上おやっさんのために人生を犠牲にするのはまっぴら」と言い捨て、鉄達から制裁された。家庭も持っていたのだがそれが原因で崩壊、ギャンブルに溺れて借金を抱えた挙句、会社での居場所もなくなる。そのことを五十嵐に利用されてナオミを犯し、激昂したあつしに殺害された。
祖我
元「神叉」メンバー。鉄がトップの頃の下っ端で現在は覚醒剤に溺れたジャンキー。梅とは元々親友だったのだが、花神町に引っ越してからはヤンキーの世界で輝く鉄達に憧れて「神叉」入りした。しかし梅の舎弟が鉄達幹部が極秘で遊んでいたところを襲撃し、全て祖我に擦り付けられて「神叉」での居場所がなくなってしまう。その後、キリやナオミと同学年の真由美と恋人関係になり、学校も辞めて家庭を築き上げる。が、最初の子が死産してしまい、そこから下り坂の人生になってしまう。真由美が二度目の妊娠で男子（信ノ助）を出産に成功するも、母子共にそのまま蒸発してしまい、鬼になる決意をする。真由美を殺害して信ノ助を奪うも、良心の呵責から義母の下に置き、以降生きた死体と化す。そんな中、「家族」を作り上げた鉄達を見かけ、復讐を梅の元舎弟と共に計画。親友である梅に匿われているという立場を利用してアケミと周平を拉致し。アケミをレイプするが、激怒した周平が鉄の息子であることに気付き殺害しようとする。鉄が連れ出してきた信ノ助を目の当たりにして自身の行動が逆恨みであることを気付き、鉄からも諭されて戦意喪失し、そのまま逮捕される。
冬木忍
暴走族「玉華連」の元トップ。現在は苧環町の養護施設で働いている。傷跡のある顔ながら、施設の子供達から慕われている。両親から虐待されて育ち、11歳の頃に渡辺満と出会い彼を慕って、同じ高みである関東トップの暴走族を目指そうとする。そのため取り付かれたように暴れまわり、「神叉」すら圧倒していた。鉄達がキリ達の妊娠を機に「神叉」を解散し、自然と関東一の暴走族の座を手にした。だがそこに憧れであった渡辺の姿はなく、幼少より培われてきた彼の両親に対する殺意が剥き出しになる。殺害実行の直前、偶然遭遇した鉄に半ば強引に引っ張られる形で周平の出産に立会わされる。それにより自身の心の闇から解放され、殺意を放棄する。しかし、日を重ねることに再び両親への殺意が大きくなっていき、ついに両親の殺害を慣行してしまう。その後は罪の意識から悔やみ続け、渡辺の実子である非常に自分と似た境遇であるれんを自分自身と重ねて育てていた。れんには煙たがられているが、れんに友人（周平）が出来たことを自分のことのように喜んだり、本当の家族のように愛情を注いでいる。また、成長した周平を見て思わず感激していた。れんが自身と同じように、道を踏み外させないために自ら青木の殺害を決意している。
渡辺武
渡辺満の実弟で五十嵐の親友でもあった。故人。兄から溺愛されていたが、兄の威光を傘に来た小者であり、この立場を利用してナオミをレイプしたが、これによりキレたあつしに五十嵐共々殴り倒された挙句、逃げ出そうとしたところをタクシーに刎ねられ事故死した。この事件が「神叉」の歯車を狂わせてしまう。
夏目裕二
かつての「神叉」十九代目頭。幼少の頃、酒浸りの父と男狂いの母親に嫌気が刺し、非行に走ろうとしたところをドンばーに見つかり、それが切っ掛けでドンばーのアパートに入り浸ることになる。そこで鉄と知り合い、初めて「家族」と言うものを知った。鉄とは相当悪さを繰り返していたとのこと。そのため、自分で世の中のカタチと関係のない「家族」を作ることを夢見ており、和を大事にしていたのもそのため。渡辺満のカリスマに惹かれると同時に恐怖も抱いており、武の死後豹変した渡辺を正すべく、自らの手で渡辺を倒すつもりだった。しかしそれを五十嵐に逆手に取られ、五十嵐一派からのリンチを受ける。鉄が夏目を救うべく「武殺し」の名乗りを上げて、夏目のリンチから鉄と渡辺の殺し合いに移行するが、形勢不利に陥った鉄を庇い首を切られ、死亡。享年18。彼の生き様は鉄達に多大な影響を与えた。

### その他の人物
森（名前不明）
チーマー「ダリア」のリーダー。「家族」が形成される切っ掛けとなる真琴のレイプを行った張本人。気の強い女子中学生を犯すのを好む変態。こういった行為を何度も繰り返していた模様。有力者の親と未成年と言う立場を利用して執行猶予どまりになったが、浩介と愛人関係だった母親公認の「おしおき」として、感情を爆発させた鉄達からリンチ受ける。その後、周平を自分のチームに引き込もうと何度も誘うが逆に振り回される。また、れんと結託した周平と完全に対立状態になる。その後、「五十嵐の家族」の後ろ盾を得て「家族」に関わる子供を狙うことを画策する。ちなみに父は、母の言うことなら何でも聞くらしい。
火野艶乃
鉄の実母で、周平の祖母。浩介の「オバ様」でドンばーに次いで慕われている。浩介の女性関係で数少ない肉体関係のない人物。ただし、自分の正体は明かしておらず、浩介を介して「家族」を援助していた。浩介の母親とは旧知であり、彼女が浩介に会えず男にも捨てられると言う絶望から自殺して以来、見守る立場で居る。浩介の殺害をしくじり、トドメを刺そうとしていた菜々子から浩介を守り、負傷しながらも薊崎に舞い戻った五十嵐と鉄の最初の果し合いにて拳銃で撃たれた鉄を身を挺して庇い、命を散らして鉄を守った。物語終盤、五十嵐に殺されたという事実が鉄と周平、浩介の知ることとなる。夫・鉄新が「桔梗会」のヤクザだったことから、ドンばーとも古くからの知り合い。
火野鉄新
火野鉄の父。故人。「桔梗会」の下部構成員ながら、会長の堂本（後のドーちゃん）に気に入られていた。非常に気が短く、一度喧嘩になると徹底的に相手を叩きのめすほど凶暴。自身でも「暴れまわるしか能がない」と自覚していた。堂本への忠誠心とその性格を兄貴分に当たる三井に利用されて「桔梗会」副会長の玉田を射殺し、投獄。結果として堂本と三井の内部抗争を引き起こしてしまう。出所後、後にドンばーと呼ばれる堂本の愛人に匿われていたが、そこから抜け出して三井とグルの刑事を襲撃するも失敗。逃走後、妻である艶乃のところに「子供に会わせて欲しい」と頼み込む。その後三井派の手によって間もなくして死亡した。ここまでの経緯は鉄にドンばー自身から知らされている。
玉田友弘
故人。元「桔梗会」副会長。任侠を大事とする堂本と対照的に腹黒い人物。三井に唆された鉄新に射殺された。
三井
「桔梗会」構成員で鉄新の兄貴分。金に目が眩み、刑事とグルになって鉄新を利用し、警察に情報を流しつつ「桔梗会」の内部抗争を引き起こす。出所した鉄新に報復を受け負傷。その後の安否は不明だが、少なくとも内部抗争に負けたと思われる。」

## 書誌情報
- 田中宏 『莫逆家族』 講談社〈ヤンマガKCスペシャル〉、全11巻
  1. 1999年12月28日発売[3]、ISBN 4-06-336848-3
  2. 2000年6月3日発売[4]、ISBN 4-06-336875-0
  3. 2001年4月4日発売[5]、ISBN 4-06-336945-5
  4. 2001年12月6日発売[6]、ISBN 4-06-361005-5
  5. 2002年8月2日発売[7]、ISBN 4-06-361063-2
  6. 2003年2月4日発売[8]、ISBN 4-06-361108-6
  7. 2003年7月3日発売[9]、ISBN 4-06-361141-8
  8. 2003年12月23日発売[10]、ISBN 4-06-361192-2
  9. 2004年5月1日発売[11]、ISBN 4-06-361230-9
  10. 2004年10月5日発売[12]、ISBN 4-06-361270-8
  11. 2004年12月29日発売[13]、ISBN 4-06-361302-X

## 実写映画
『莫逆家族-バクギャクファミーリア-』のタイトルにより、2012年9月8日東映系にて全国公開。監督は『海炭市叙景』の熊切和嘉。『ノン子36歳（家事手伝い）』でのアクションシーンを買われて抜擢された。PG12作品。
キャッチコピーは「守ってやる。」

### キャスト
- 火野鉄 - 徳井義実（チュートリアル）
- 火野周平 - 林遣都
- 横田あつし - 阿部サダヲ
- 川崎浩介 - 玉山鉄二
- 渡辺満 - 中村達也
- 緒方透 - 新井浩文
- 後藤邦男 - 小林正寛
- 甲斐一郎 - 野中隆光
- 姫岡純 - 伊藤明賢
- 土門大作 - 勝矢
- 横田真琴 - 山下リオ
- 若林れん - 石田法嗣
- 火野キリ - ちすん
- 横田ナオミ - 河井青葉
- 渡辺武 - 大悟（千鳥）
- 火野鉄新 - 井浦新
- 前田梅 - 大森南朋
- 夏目裕二 - 北村一輝
- 五十嵐けん - 村上淳
- ドンばー - 倍賞美津子

### スタッフ
- 原作：田中宏『莫逆家族』（講談社「ヤングマガジン」KCスペシャル所載）
- 監督：熊切和嘉
- 脚本：宇治田隆史
- 音楽：遠藤浩二
- 撮影：近藤龍人
- プロデューサー：岡田真、木村俊樹
- 製作：「莫逆家族」製作委員会（東映、吉本興業、木下工務店、東映ビデオ、講談社、CAJ、ユニバーサルミュージック、小椋事務所、ステアウェイ）
- 製作プロダクション：ステアウェイ
- 配給：東映

### テーマ曲
- 主題歌
  - 10-FEET「コハクノソラ」（NAYUTAWAVE RECORDS）
- 挿入歌
  - PoPoyans「サルビアの花」 ※早川義夫の同名曲をカバー
  - 遠藤ミチロウ「お母さん、いい加減あなたの顔は忘れてしまいました。」

### DVD
- 莫逆家族-バクギャクファミーリア- DVD 通常版（2013年3月8日、ポニーキャニオン）
- 莫逆家族-バクギャクファミーリア- Blu-ray 通常版（2013年3月8日、ポニーキャニオン）
- 莫逆家族-バクギャクファミーリア- 完全初回限定生産アルティメットBOX（3枚組）（2013年3月8日、ポニーキャニオン）